# Erich Breinsberg

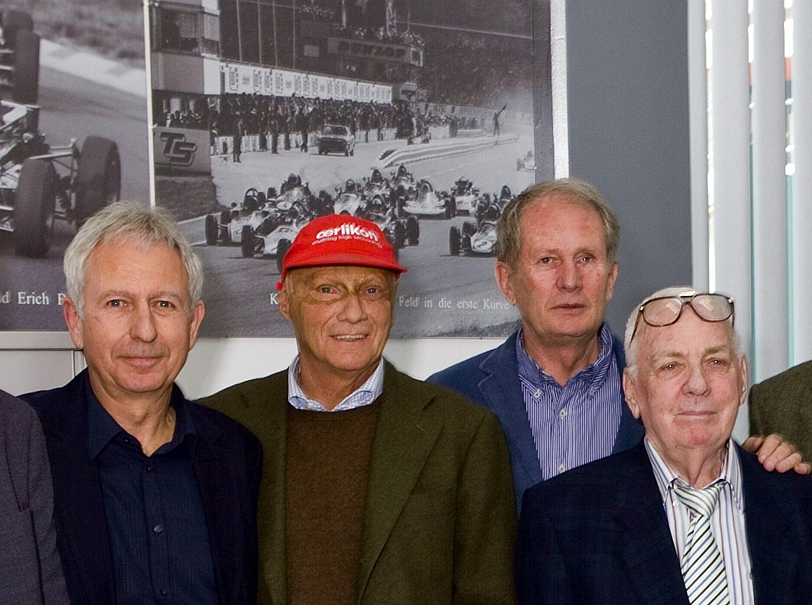
80. Geburtstag von Kurt Bergmann (2009). Von Links: Erich Breinsberg, Niki Lauda, Helmut Marko und Kurt Bergmann

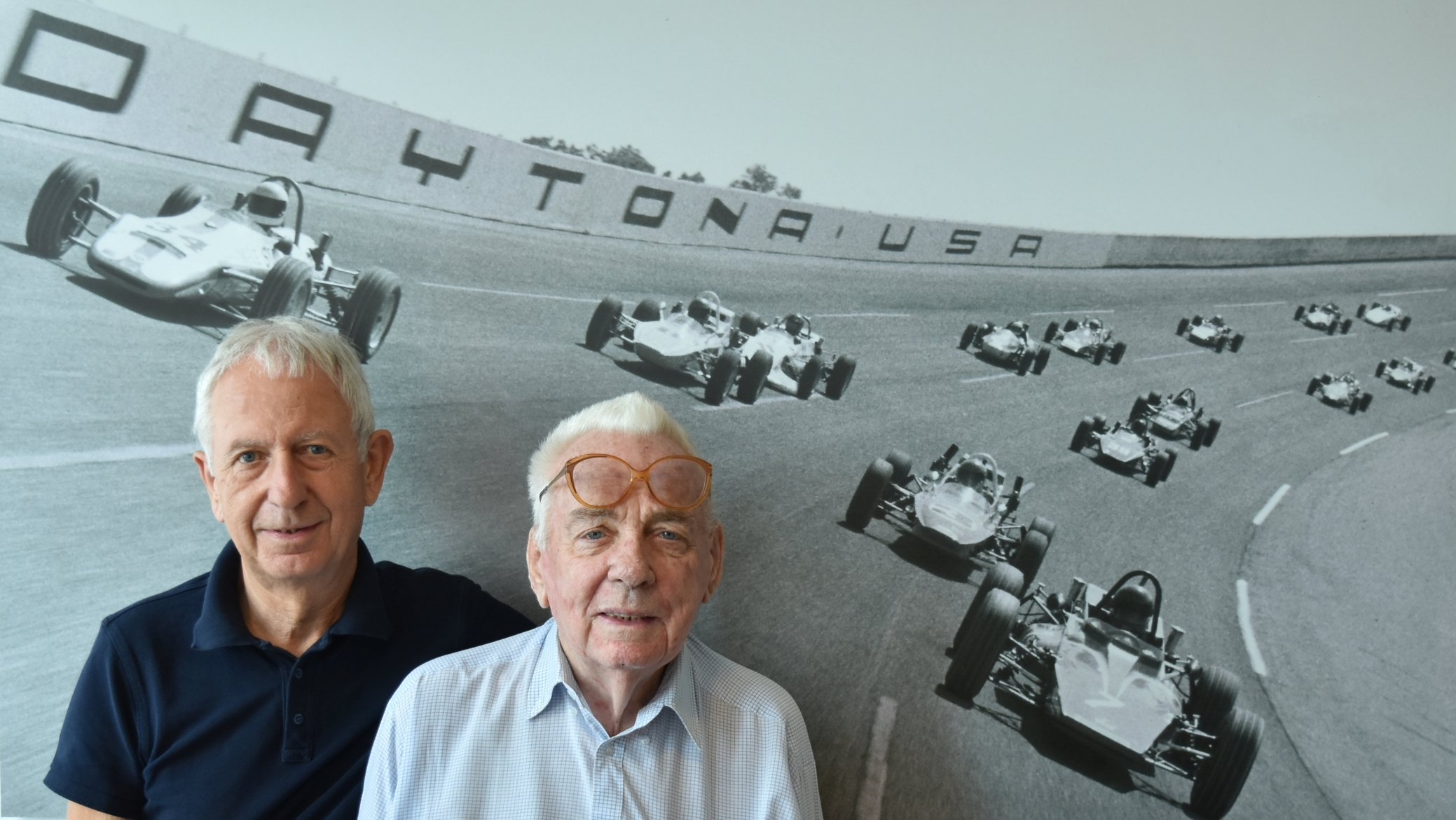
Erich Breinsberg und Kurt Bergmann im August 2016

Erich Breinsberg (* 3. Juni 1941 in Wien) ist ein ehemaliger österreichischer Rennfahrer und heutiger Unternehmer und Buchautor.

## Leben und Karriere
Nach einer abgeschlossenen Ausbildung zum Drogisten folgte Erich Breinsberg seiner automobilen Leidenschaft und trat 1960 in das Autohaus Alfred Liewers ein. 1966 debütierte er auf einer Formel-V-Eigenkonstruktion, 1967 fuhr er im Kaimann-Team von Kurt Bergmann zusammen mit Dieter Quester, im Folgejahr mit Helmut Marko. 1969 bildeten Niki Lauda und Erich Breinsberg das Kaimann-Team. In diesem Jahr gelang Breinsberg der Durchbruch mit dem Gewinn der österreichischen Meisterschaft vor Niki Lauda. 1970 gewann er den Europapokal für das Kaimann-Team und erneut die österreichische Meisterschaft. Der Gewinn des Europapokals war für das Kaimann-Team Krönung und Abschluss der Formel V 1300. Kurt Bergmann widmete sich fortan ganz der stärkeren und schnelleren Nachfolgeserie Formel Super V 1600.
1971 war das erste Rennen für das Kaimann-Super-V-Team die Trans Atlantic Challenge. Der jährliche Vergleichskampf USA – Europa fand auf dem Daytona Speedway in den USA statt. Erich Breinsberg im Kaimann Super V siegte als erster Europäer bei diesem Rennen. Im selben Jahr gewann er die Super-V-Goldpokal-Europameisterschaft für das Kaimann-Team. Breinsberg beendete seine aktive Rennsportkarriere auf einem Brabham BT21 V8. Mit diesem Auto wurde er 1971 und 1972 Vizemeister in der österreichischen Bergmeisterschaft. Später fuhr er für das Volkswagenwerk mehrere Rekordversuche, die mit einem 6-Stunden-Weltrekord gekrönt wurden.
Im Autohaus Liewers stand nach dem Tod der Gründer die Firmensanierung im Vordergrund. Monika, die Nichte von Mimi Liewers, kämpfte mehrere Jahre, um das Unternehmen zu retten und weiter im Familienbesitz zu halten. Breinsberg war zunächst als Abteilungsleiter tätig und wurde 1995 zum Vorstand der Liewers AG berufen. In der Folge betrieb er schrittweise den Ausbau und die Erneuerung des Betriebes und erweiterte das Unternehmen um zwei Filialbetriebe. Nach einer Firmenumgründung ist Breinsberg heute Geschäftsführer der Autohaus Liewers GmbH und der Liewers Holding.
Bedingt durch seine Begeisterung für die Kunst des 20. Jahrhunderts stellte Breinsberg eine Auswahl von Metallplastiken für eine Stiftung zusammen. Besonders intensiv beschäftigte er sich mit den Arbeiten von Franz Hagenauer, über die er eine Abhandlung veröffentlicht hat. Zu der Familie des Bildhauers besteht seit Jahrzehnten Kontakt.